# أشباه التمساحيات
أشباه التمساحيات أو الكروكوديلومورفا (Crocodylomorpha)، هي مجموعة من الأركوصورات التي تتضمن التمساحيات وأقاربها المنقرضة.
خلال الحقبة الوسطى وباكر الحقبة الحديثة كانت أشباه التمساحيات أكثر تنوعًا مما هي عليه اليوم، وكانت الأشكال الترياسية صغيرة، وقد استُبدلت في الجوراسي المبكر بأشكال مائية وبحرية مختلفة، وقد شهد الجوراسي المتأخر والطباشيري لاحقًا تنوع واسع في السلالات البرية والبحرية، أما التماسيح الحديثة فلم تظهر حتى الطباشيري المتأخر، من بين أكبر أشباه التمساحيات الساركوسوكس وكان طوله 12 متر، والدينوسوكس وكان طوله 10 أمتار، والماكيموصور هوجي وكان طوله 9 أمتار.